# Улица Теряна
Улица Теряна (арм. Տերյան փողոց) — улица Еревана, в центральном районе Кентрон. Начинается на пересечении улиц Кочиняна и Бузанда и заканчивается около площади Абовяна. Одна из границ Площади Свободы. 
Современное название в честь выдающегося армянского поэта и общественного деятеля Ваана Терьяна. 

## История
В 2013 году части улицы от перекрёстка с улицей Арама и до улицы Амиряна была названа в честь первого секретаря ЦК Компартии Армении 1966—1974 годов Антона Кочиняна.

## Достопримечательности

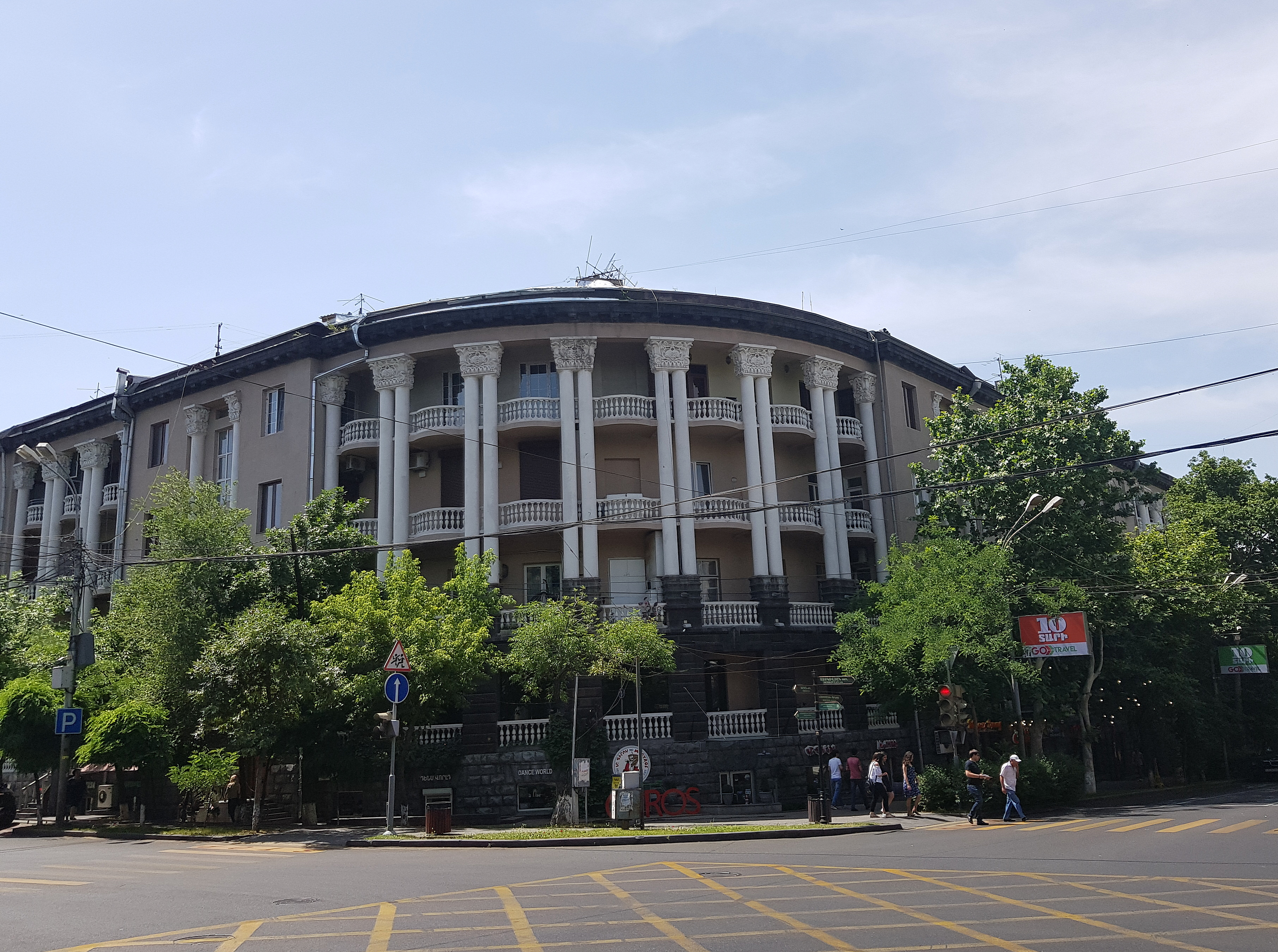
Жилой дом специалистов
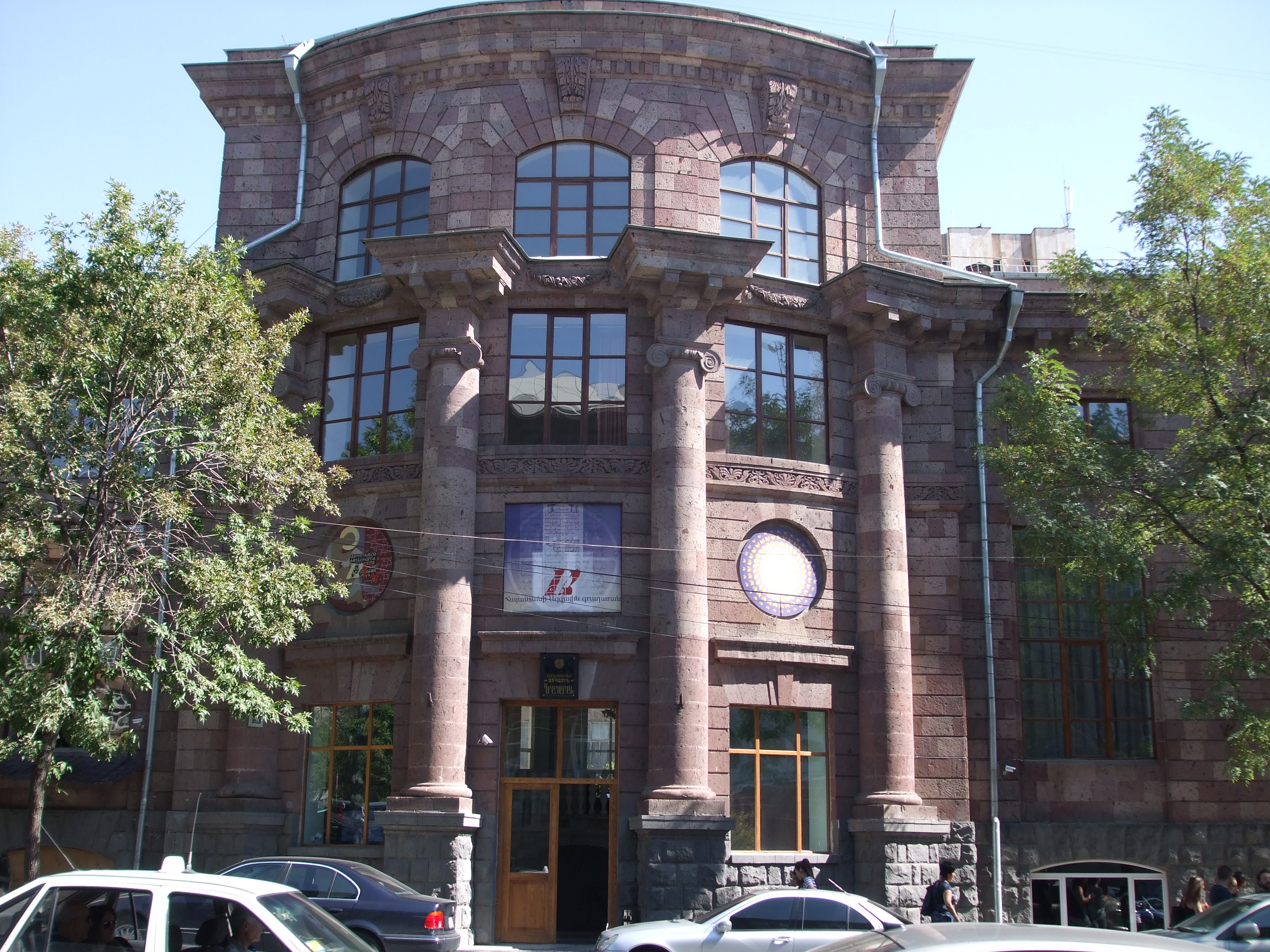
Национальная библиотека Армении
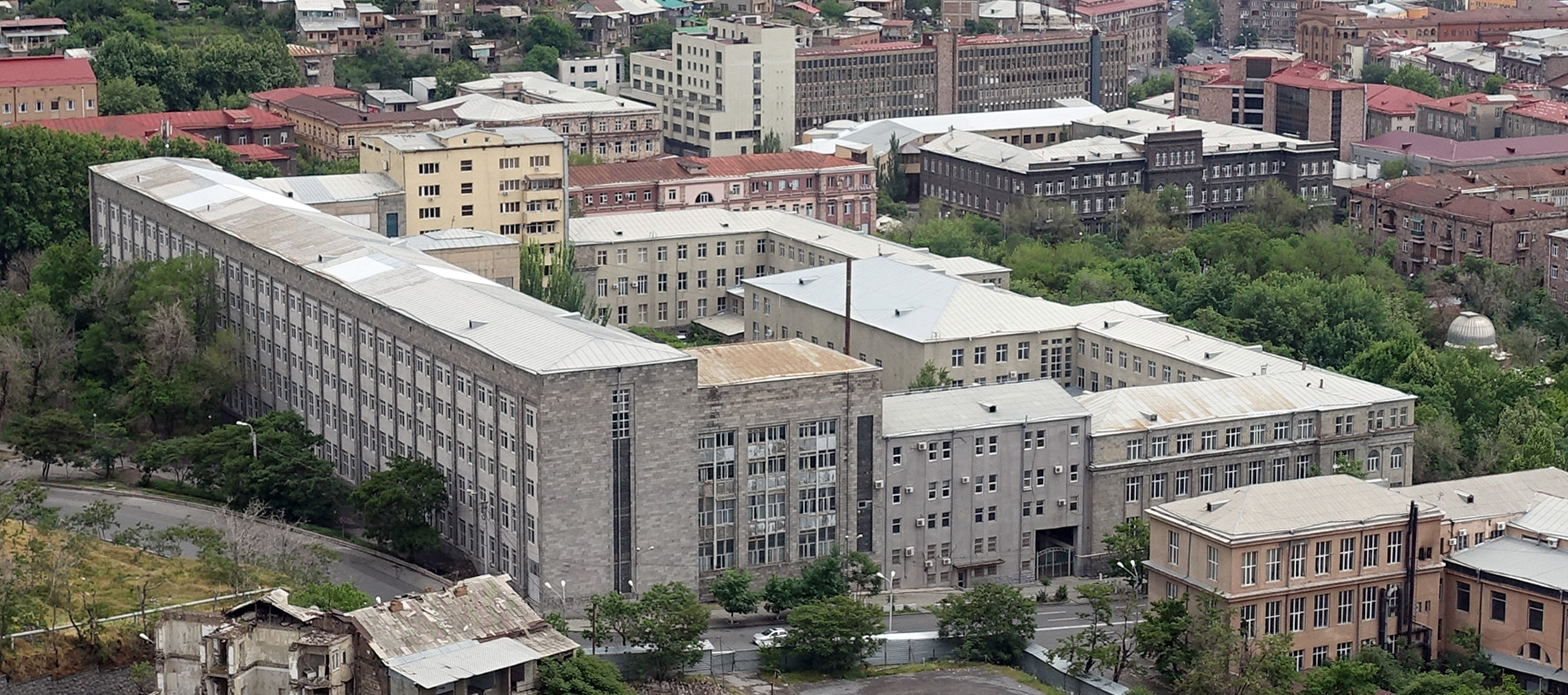
Национальный аграрный университет Армении
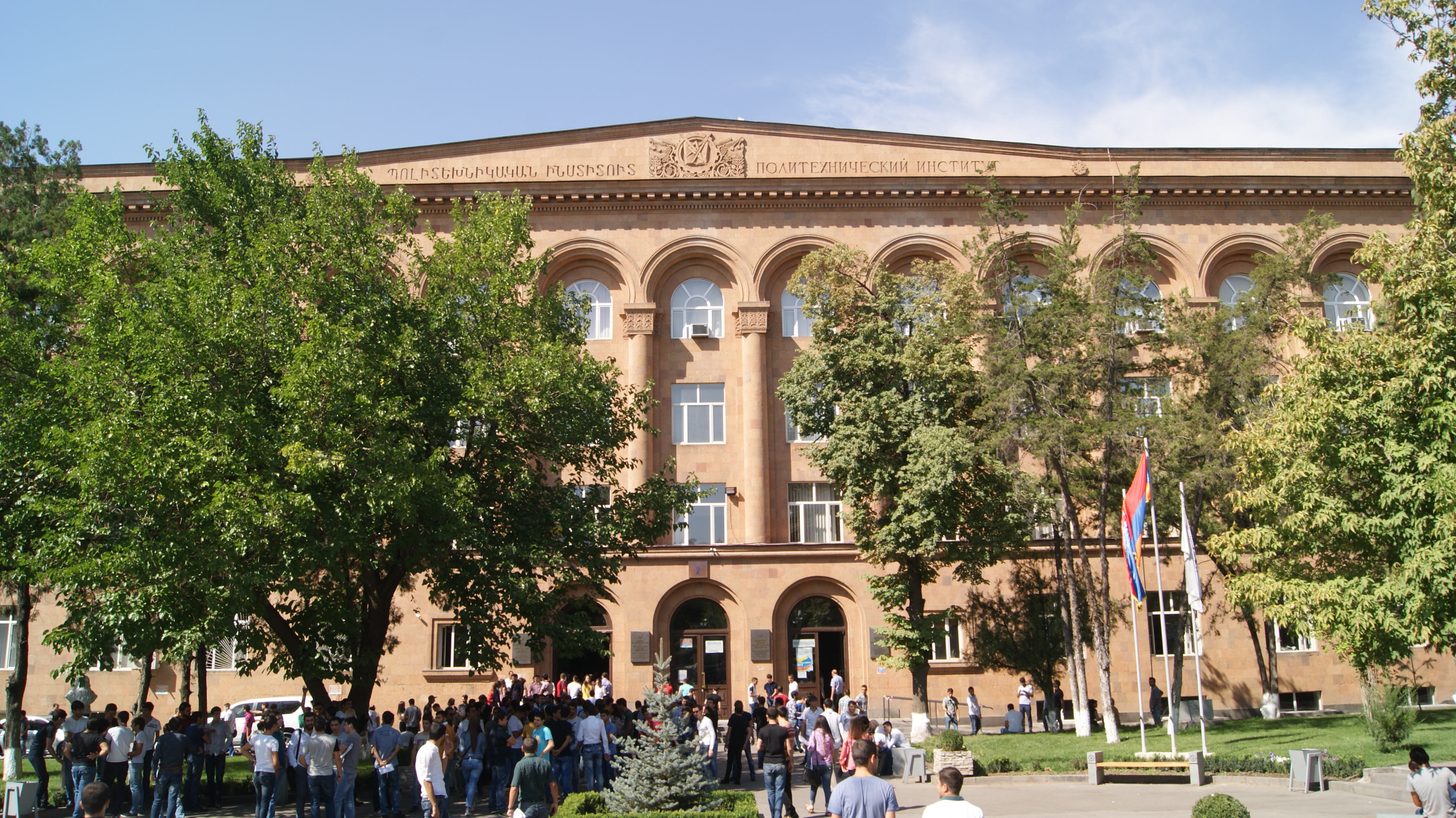
Национальный политехнический университет Армении
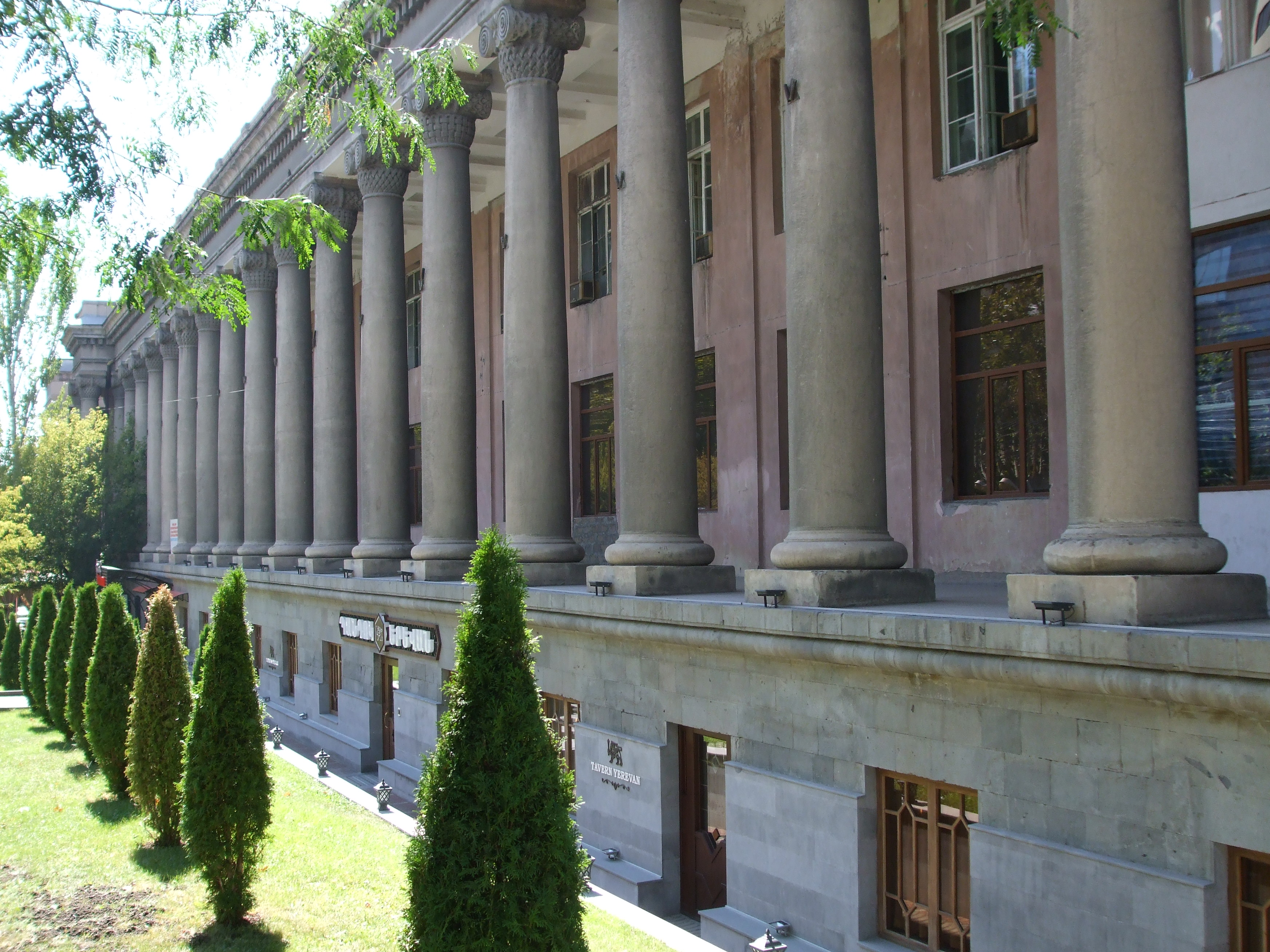
Здание Книжной Палаты
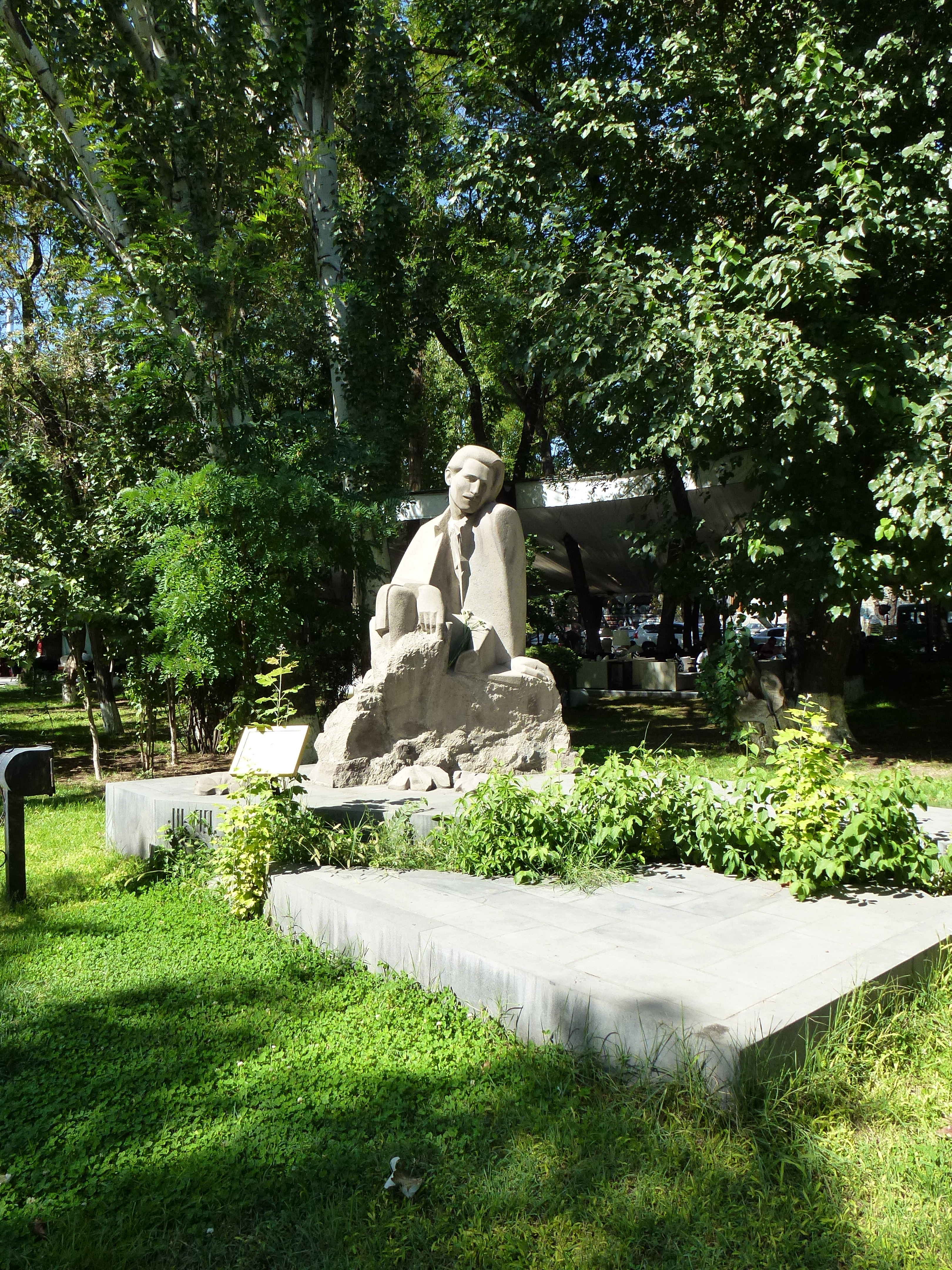
Памятник Ваану Терьяну
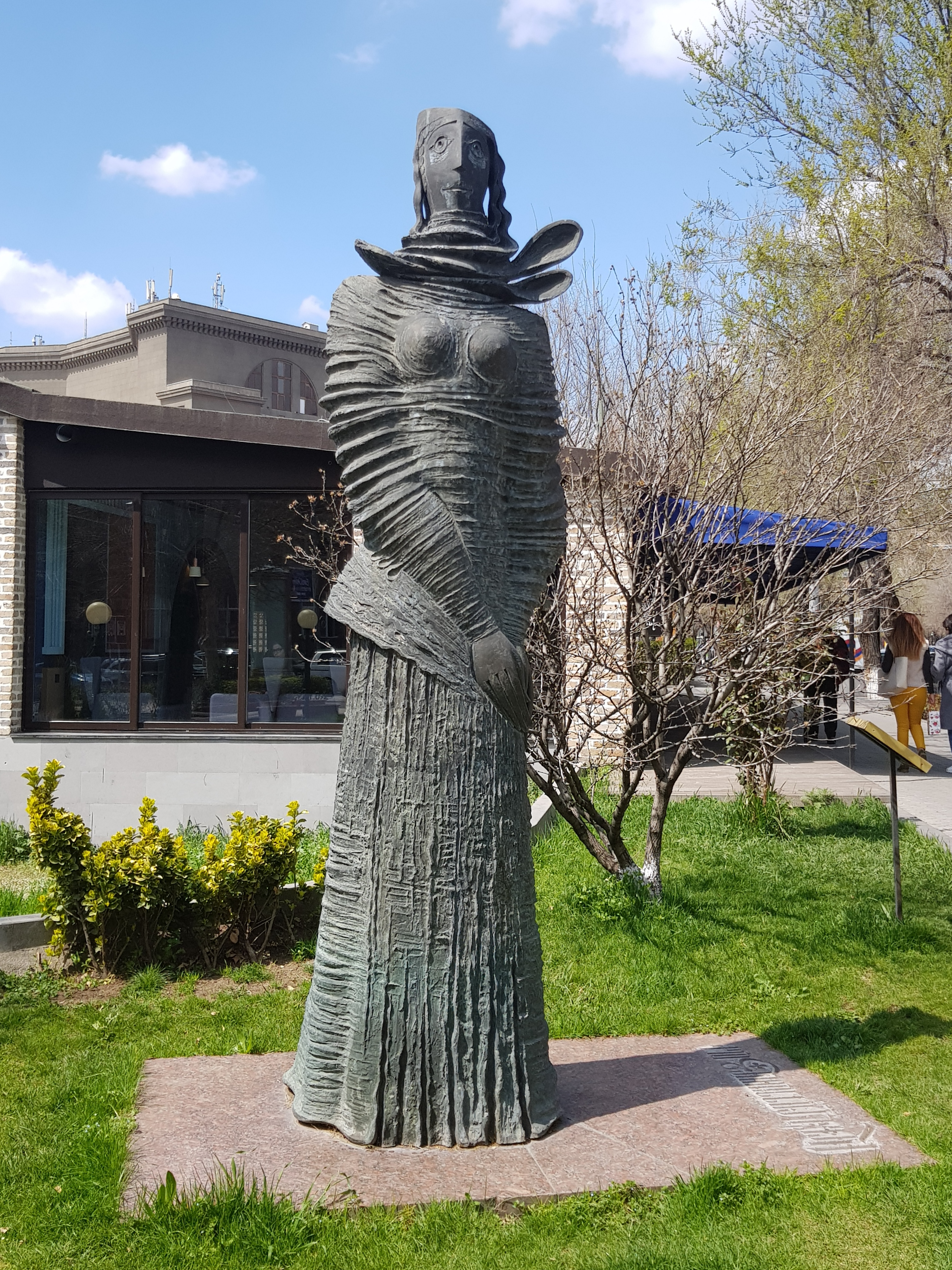
Памятник карабахской женщине
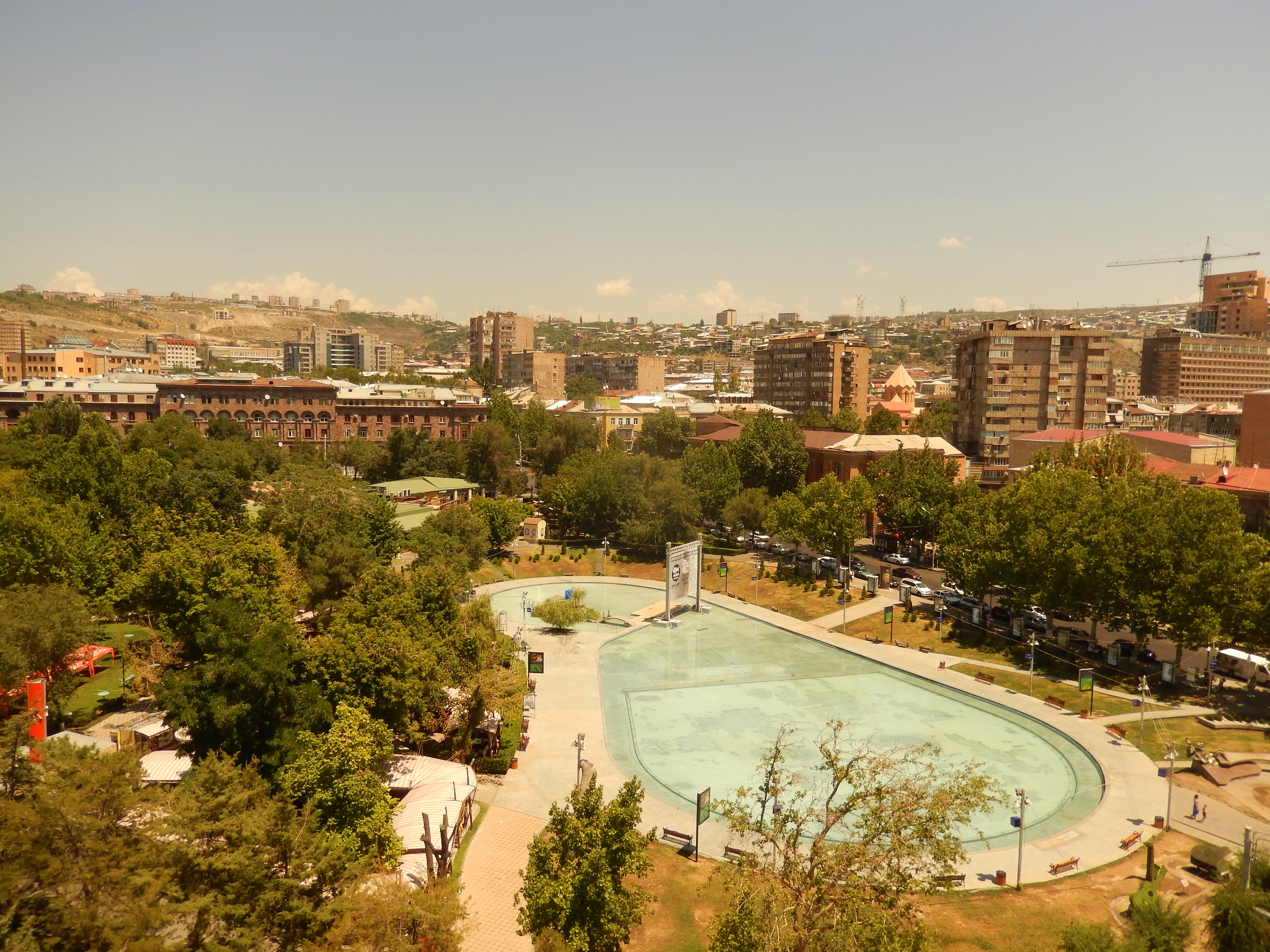
Пруд «Лебединое озеро»

д. 62 — Жилой дом специалистов
д. 72 — Национальная библиотека Армении
д. 74 — Национальный аграрный университет Армении
д. 105 — Национальный политехнический университет Армении
Здание Книжной Палаты
- Памятник «Вечная жизнь» (у пересечения с улицей Московян, 2012 г., авторы Д. Ереванци, Р. Асратян)
- Памятник Ваана Терьяна (у пересечения с улицей Исаакян, 2000 г., авторы Г. Хачатрян, Н. Карганян)
- Памятник карабахской женщине (у пересечения с проспектом Саят-Новы, 1988 г.)
- Памятник жертвам Холокоста (у пересечения с улицей Московян, 2006 г., автор Р. Арутчян)
- Пруд «Лебединое озеро»

## Известные жители

Мемориалные доски
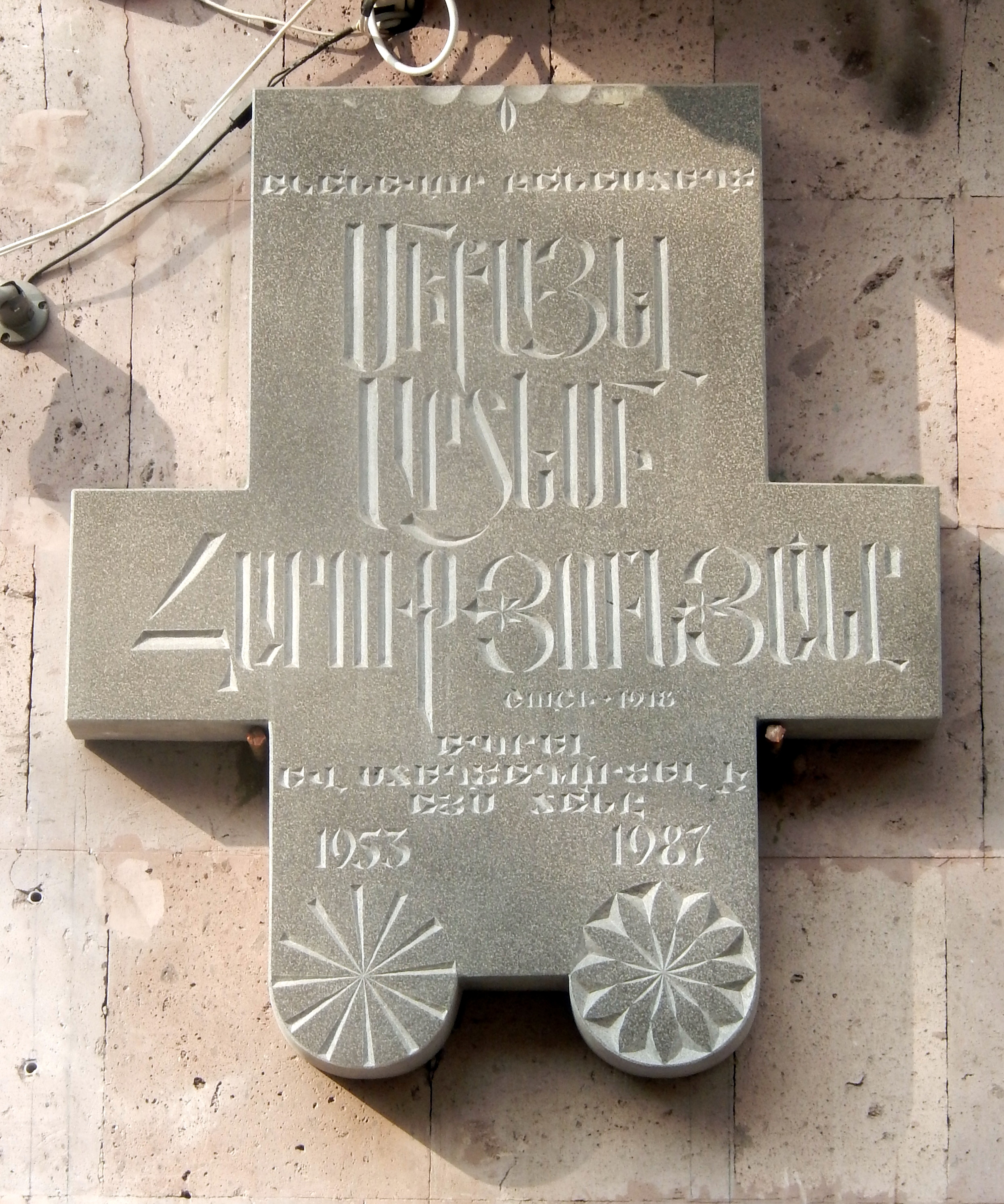
Микаэл Арутюнян
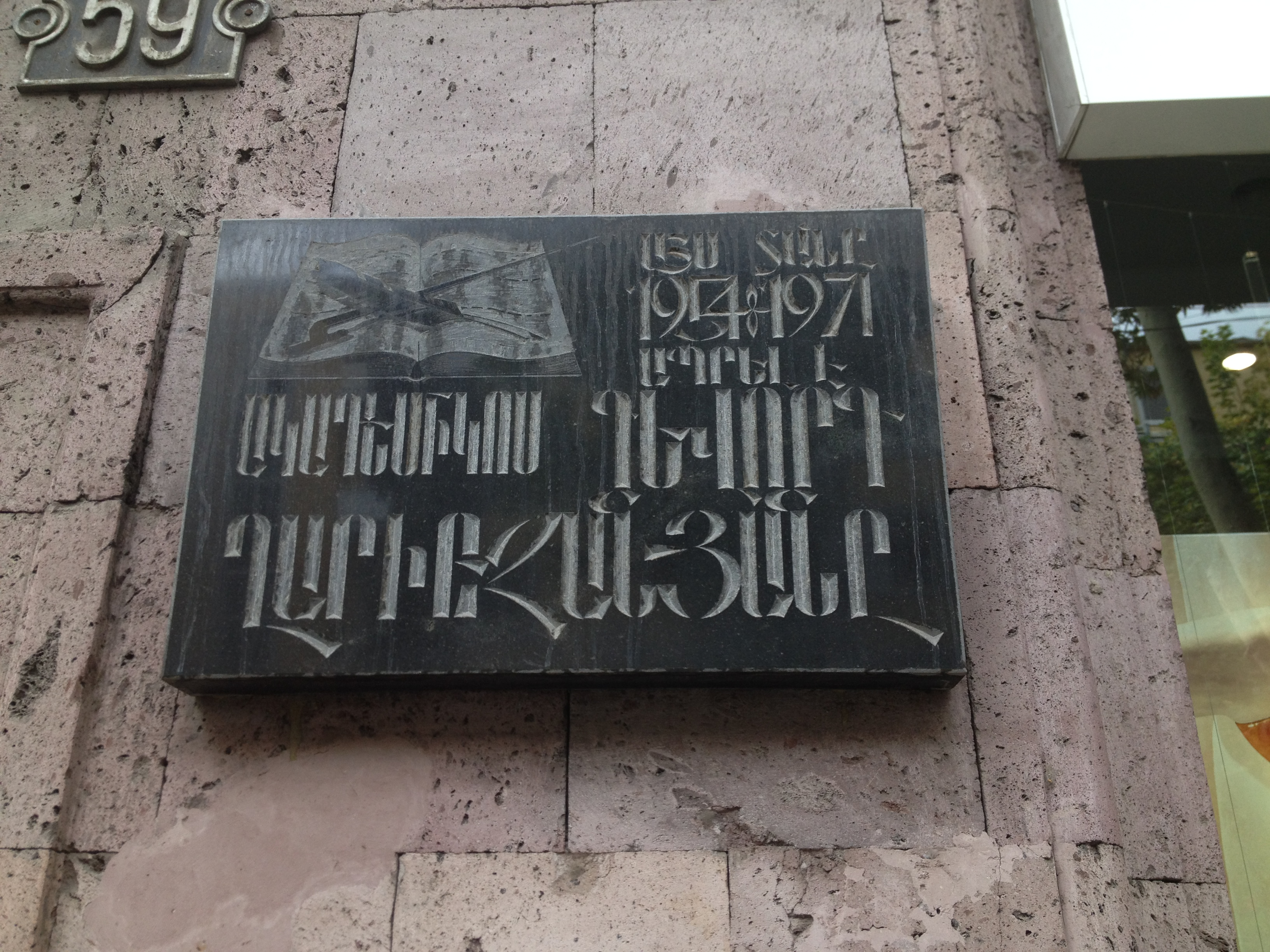
Геворк Гарибджанян
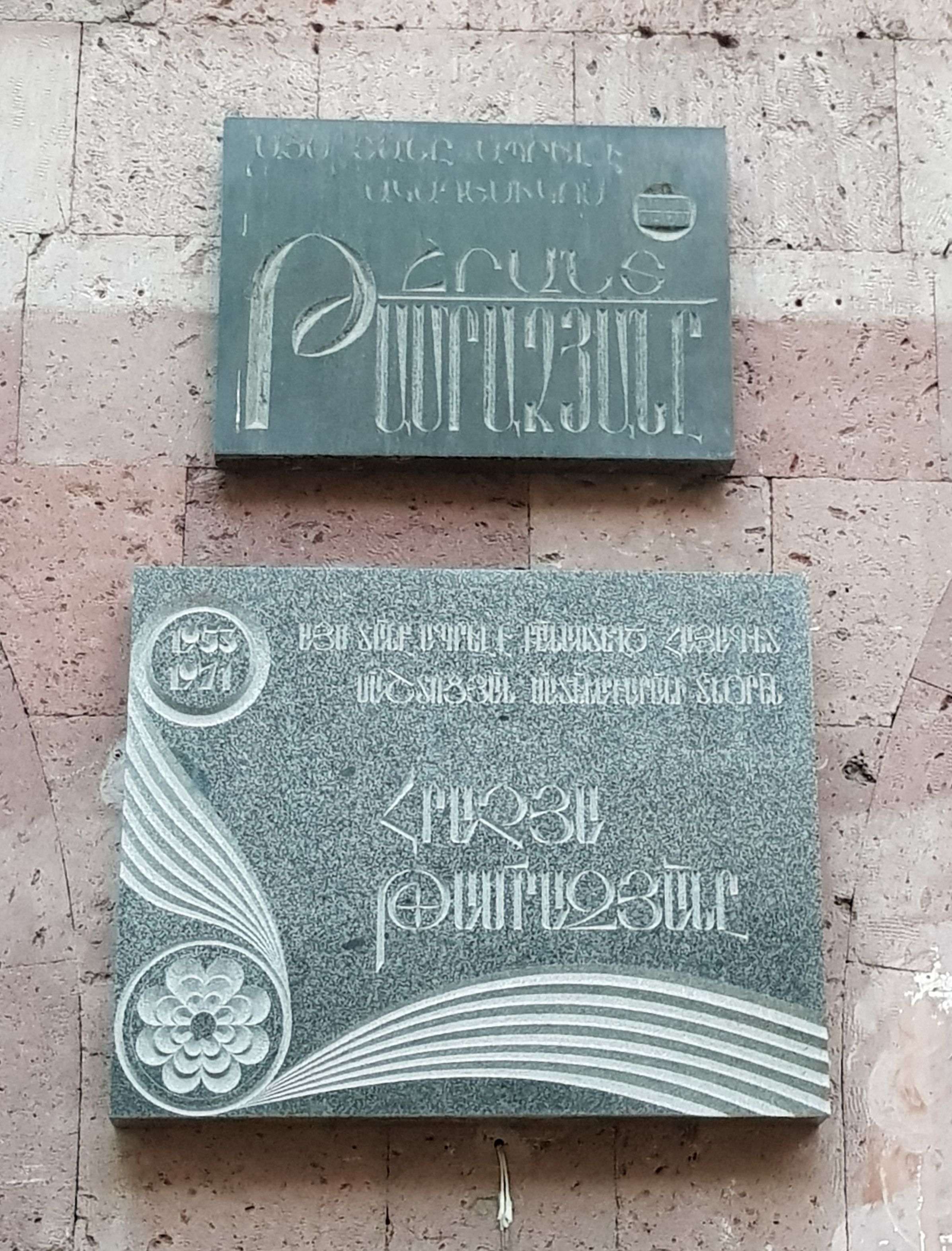
Грант и Грачья Тамразяны
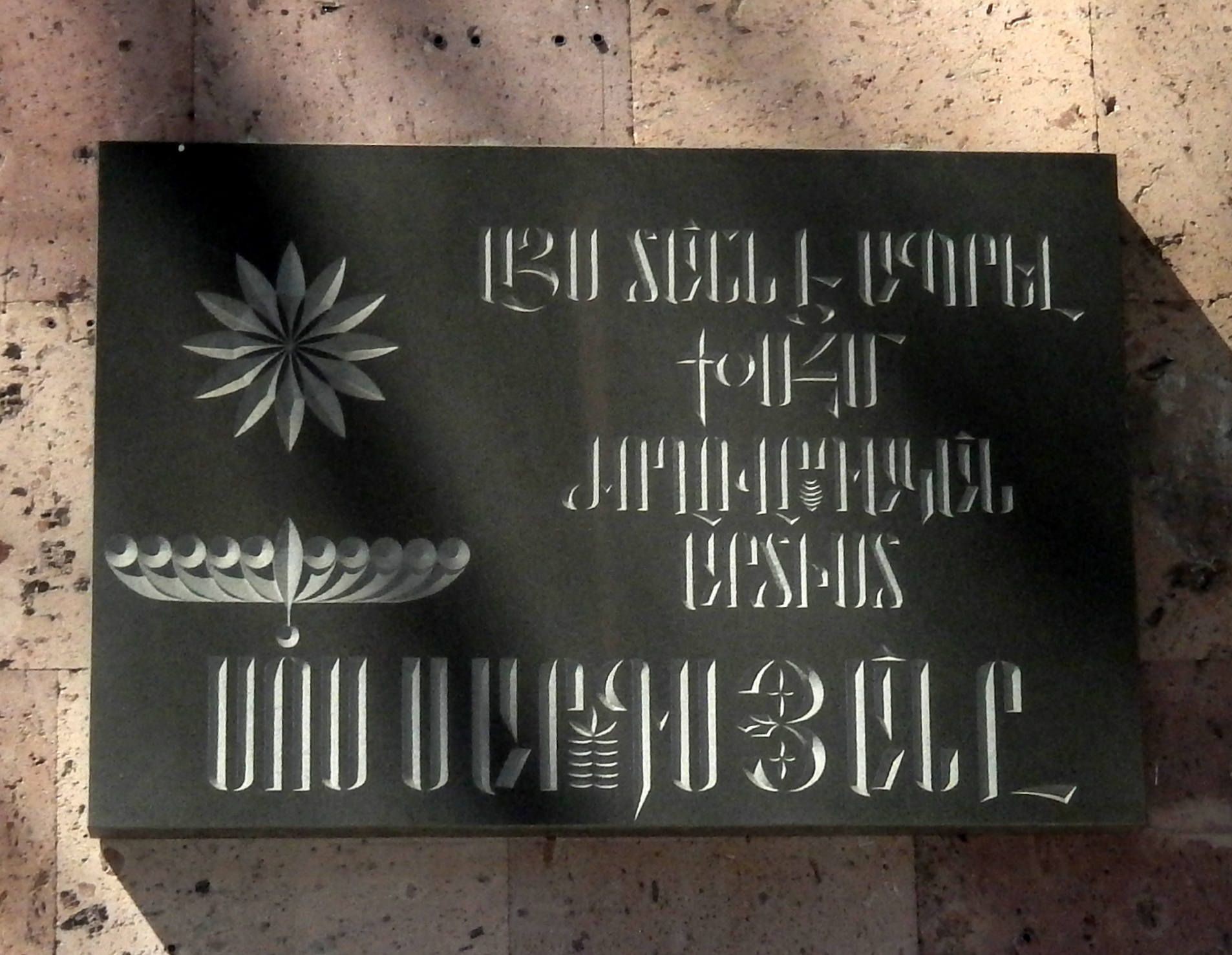
Сос Саркисян
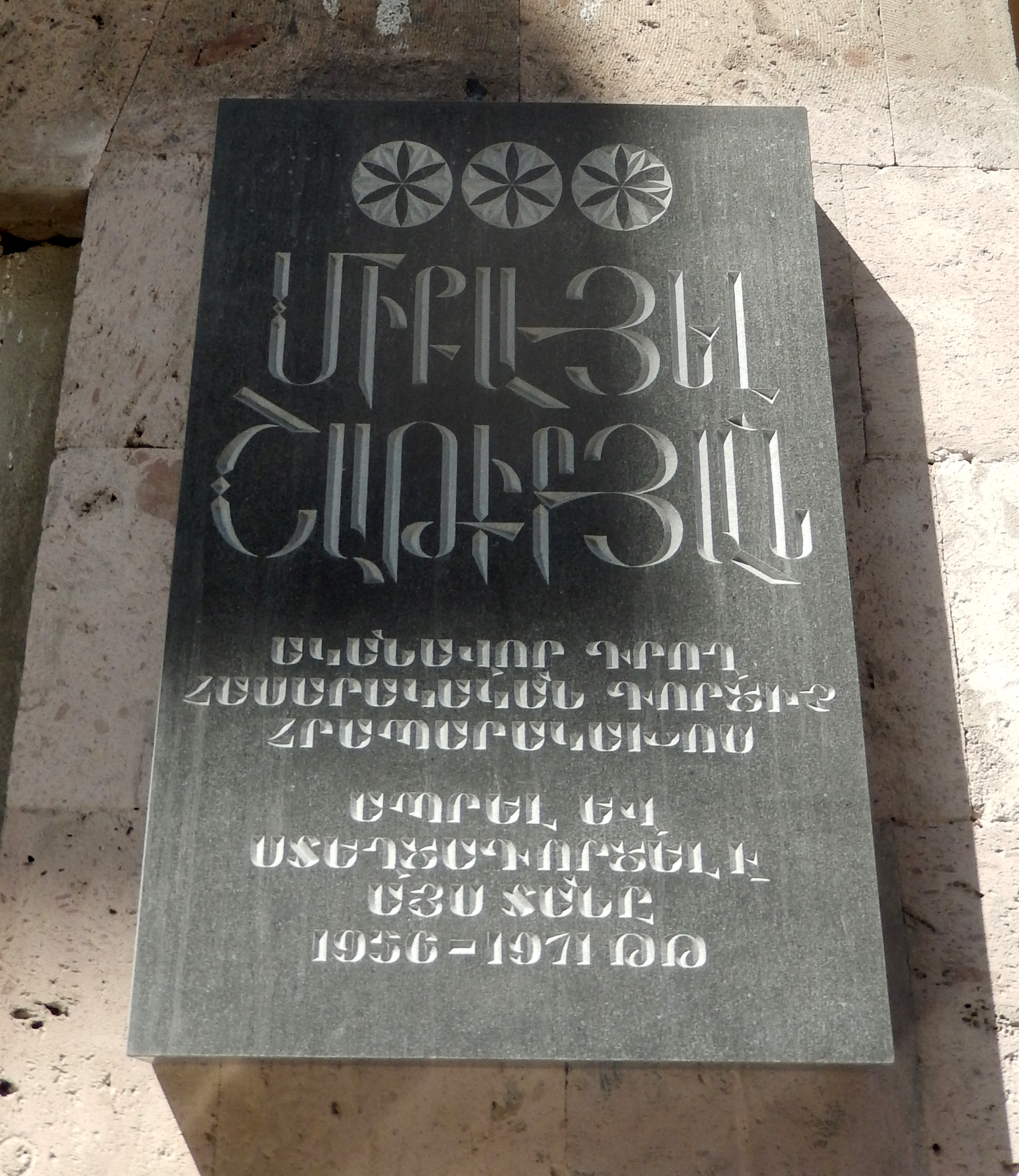
Микаэл Шатирян
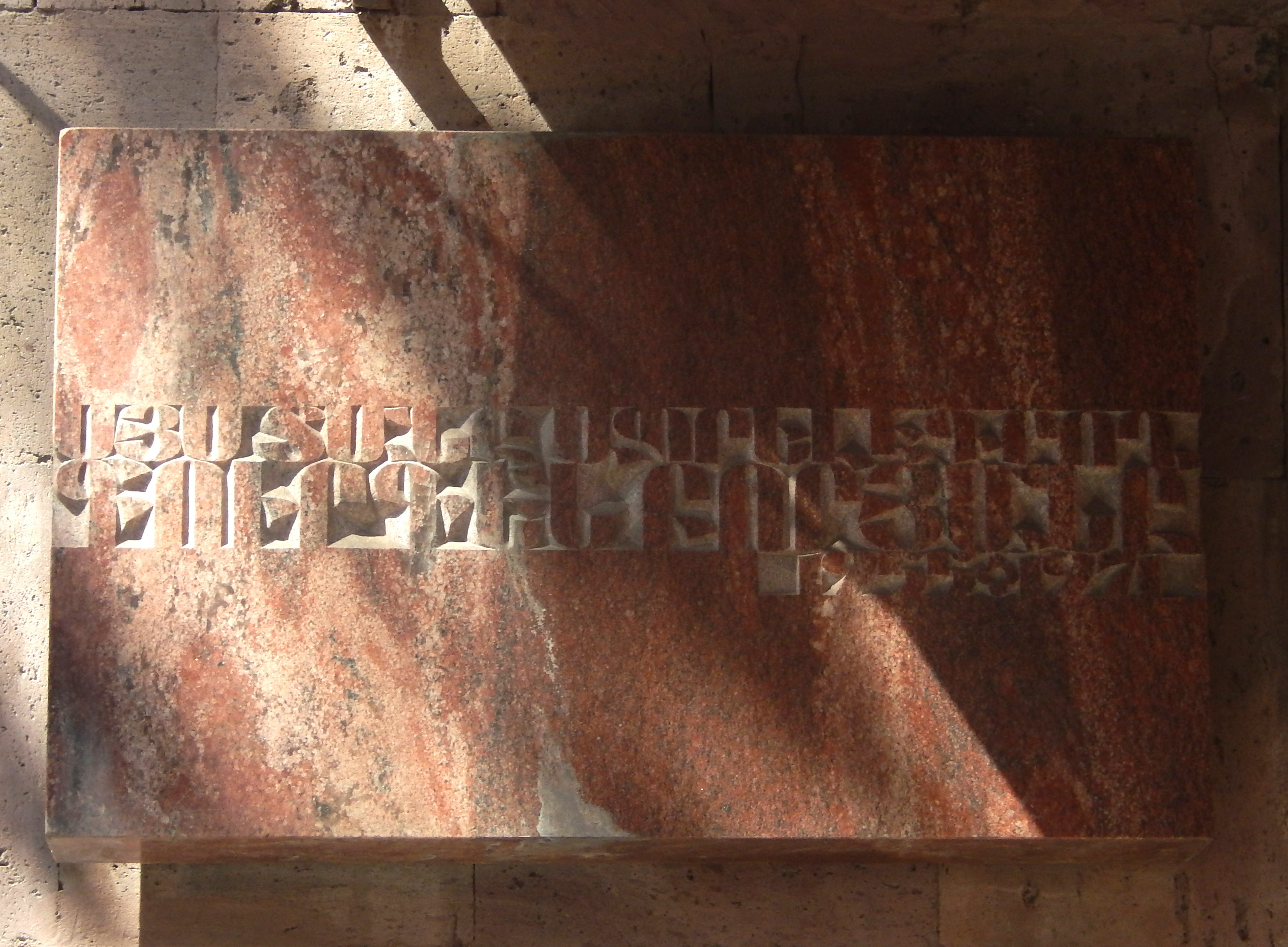
Гурген Борян

д. 8 — Эдуард Малхасян
д. 57 — Григорий Гарибян
д. 59 — Микаэл Арутюнян (мемориальная доска), Геворк Гарибджанян, Грант Тамразян (мемориальная доска), Грачья Тамразян (мемориальная доска)
д. 62 — Тиран Ерканян (мемориальная доска)
д. 65 — Сос Саркисян (мемориальная доска)
Микаэл Шатирян (мемориальная доска), Гурген Борян (мемориальная доска)